# 뿌리혹병

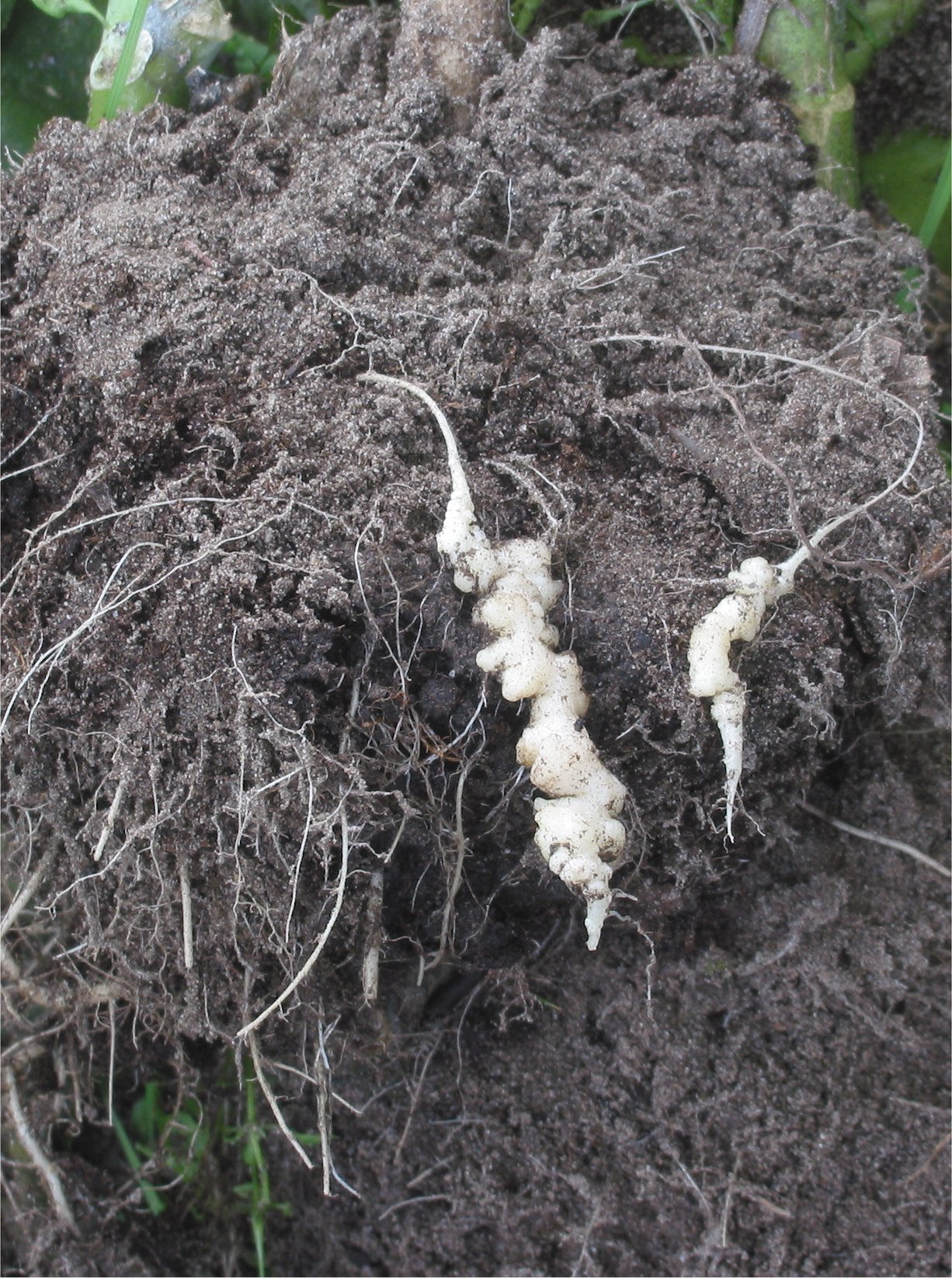
뿌리혹병이 발생한 콜리플라워

뿌리혹병(영어: clubroot)은 양배추, 브로콜리, 콜리플라워, 방울다다기, 무, 순무, 스토크, 꽃무, 그리고 배추과의 다른 식물들에서 발생하는 공통 질병이다.

## 뿌리혹곰팡이
포자가 싹터서 생긴 유주자는 편모로 헤엄쳐 겨자과의 식물이나 그 밖의 식물 뿌리에 침입하며, 그 속에서 점균아메바가 되어 핵분열을 되풀이함으로써 단상(염색체수 H)의 핵을 많이 가진 변형체가 된다. 변형체는 다시 하나의 핵을 가진 부분으로 나뉘면서 각각 배우자낭이 되며, 그 속에 배우자가 생긴다. 배우자는 그 후 접합하여 복상(2n)의 점균아메바가 되며, 이동하여 영양이 많은 세포 안에서 복상의 변형체가 되고, 다시 감수 분열에 의해 단상의 1핵성 포자를 많이 만들게 된다. 그리하여 숙주의 뿌리는 혹 모양으로 부풀어오르게 되는데, 이 때 키틴질 세포벽을 가진 포자는 숙주의 조직으로부터 밖으로 나와서 싹이 트면 유주자가 된다.

## 같이 보기
- 근두암종병